# 新埔溫泉
新埔溫泉位於臺灣新竹縣新埔鎮，前有義民廟。依地質分類屬於臺灣西部麓山帶的沉積岩溫泉。

## 泉質
新埔溫泉位於中港溪的大湖溪水系，水溫約40℃，酸鹼值約pH8.5，含碳酸氫根離子約321ppm，鈉離子約168ppm，屬於中性碳酸氫鈉泉。